# Panado
Em Portugal, os bifes panados, também chamados simplesmente “panados” ou “panadinhos”, podem ser feitos com carne de vaca, normalmente em fatias pequenas e finas, como para pregos, de porco, na forma de bifanas, de peru ou de frango. O tempero pode ser apenas sal e pimenta, mas muitas vezes os bifinhos são regados com sumo de limão, aromatizados com alho picado ou em pó, e tipicamente passados por ovo e pão ralado antes de serem fritos, mas também podem ser passados por farinha; podem igualmente misturar-se alguns condimentos na farinha ou pão ralado, como salsa, podendo mesmo comprar-se pão ralado já temperado.
Os panados podem também ser recheados. Um dos clássicos é o “cordon bleu”, um par de bifes finos recheados com bacon e fatias de queijo, passado por ovo e pão ralado e frito como um panado normal.